# 1060 в Україні
1060 в Україні — це перелік головних подій, що відбулись у 1060 році на території сучасних українських земель.

## Події
- Ростислав Володимирович змушений залишити Волинь.

## Особи

### Померли
- Ігор Ярославич (бл. 1036—1060) — князь володимирський (1054—1057), смоленський (1057—1060)

## Засновані, зведені
- Єлецький монастир